# لبت
لبت (به صربی: Lebet) یک منطقهٔ مسکونی در صربستان است که در ولادیچین خان واقع شده‌است. لبت ۱۰۲ نفر جمعیت دارد.